# Jozef Speybrouck (kunstenaar)
Jozef (Jos) Speybrouck (Kortrijk, 10 januari 1891 - Kortrijk, 23 augustus 1956) was een Belgisch kunstenaar, schilder, graficus, tekenaar en illustrator.

## Levensloop
Speybrouck was een zoon van Jules Speybrouck, aannemer van schilderwerken en restaurateur van antieke meubelen, en volbracht zijn studies aan de Stedelijke Academie in Kortrijk en aan het Sint-Lucasinstituut in Gent. Hij studeerde af in 1911 als laureaat, met een impressionistisch drieluik De Verheerlijking van Vlaanderen. In 1914 trouwde hij met Julia D'Haene en ze kregen dertien kinderen.
Vooral na de Eerste Wereldoorlog specialiseerde hij zich in werk dat het Vlaams bewustzijn aanmoedigde. Hij deed dit vooral door het ontwerpen van prentkaarten. De eerste hadden Gudrun van Albrecht Rodenbach als onderwerp. Er volgden er vele andere. In 1931-1936 verzorgde hij de jaaralmanakken van het Noordstar-Boerhaavefonds, de culturele stichting van de Vlaamse verzekeringsmaatschappij Noordstar en Boerhaave opgericht op 15 februari 1935 in Gent, die een ruime verspreiding kenden. Op zijn eigen manier, in art-nouveaustijl, maakte hij het Vlaamse bewustzijn bij een breed publiek toegankelijk en aanvaardbaar.
Hij ontwierp ook veel religieuze en symbolische grafiek. Zijn klanten waren in hoofdzaak de uitgeverij Lannoo, de abdijen van Loppem en van Averbode. Hij illustreerde boeken en leverde kleine illustraties voor kerkboeken en missalen. Sommige van zijn geïllustreerde Bijbelverhalen worden als vroege tekststrips beschouwd.
Speybrouck ontwierp kostuums en praalwagens voor het Eucharistisch Congres in Kortrijk (1939), de Vredesstoet in Roeselare (1945), de Guldensporenstoet in Kortrijk (1952) en de Sint-Godelieveprocessie in Gistel (1954).
Hij was ook zijn leven lang leraar schilderen en tekenen aan het Sint-Lucasinstituut in Doornik en aan het Instituut Onze-Lieve-Vrouw-van-Vlaanderen in Kortrijk.
Retrospectieven van zijn werk werden gehouden in Kortrijk (1921, 1957 en 1991), Utrecht (1929), Leuven (1929), Antwerpen (1930) en Groenlo (2022).

## Publicatie
- Proportieleer, ontleedkunde en uitdrukkingsleer, Doornik, 1935.